# 456 f.Kr.
| 456 f.Kr.          |
| ------------------ |
| Dødsfald - Fødsler |
|                    |

## Dødsfald
- Den græske tragediedigter Aischylos. (Født 525 f.Kr.)